# Afrotyphlops chirioi
Afrotyphlops chirioi — вид змій родини сліпунів (Typhlopidae). Ендемік Центральноафриканської Республіки. Описаний у 2019 році.

## Поширення і екологія
Afrotyphlops chirioi поширені на південному заході ЦАР. Вони живуть в лісосаванах, трапляються на полях. Зустрічаються на висоті від 500 до 600 м над рівнем моря.